# Massimo Girotti
Pour les articles homonymes, voir Girotti.
Massimo Girotti est un acteur italien, né le 18 mai 1918 à Mogliano, dans la province de Macerata située dans la région des Marches, et mort le 5 janvier 2003 à Rome. il est connu pour ses interprétations dans des films populaires et de grands réalisateurs.

## Biographie
Né en 1918,, champion de water-polo, Massimo Girotti poursuit des études d'ingénieur chimiste avant de devenir acteur de théâtre et de cinéma. Il est remarqué par le metteur en scène Luchino Visconti lors du tournage de Tosca, commencé par Jean Renoir en 1939 et repris plus tard par Carl Koch.
En 1941, il doit interpréter, sous la direction de Visconti, le « farouche bandit Gramigna » aux côtés de Luisa Ferida mais le projet n'aboutit pas à cause du ministre de la Culture populaire de Mussolini, Alessandro Pavolini, qui en avait « assez des histoires de brigands ».
Visconti, « séduit par les yeux clairs et les brusques effarouchements » de Girotti, lui confie en 1942 le rôle du vagabond Gino dans Les Amants diaboliques (Ossessione), adaptation naturaliste du roman de James M. Cain, Le facteur sonne toujours deux fois, avec Clara Calamai (qui remplace Anna Magnani, initialement prévue, mais enceinte de son fils Luca). Selon Calamai : « Massimo fut peu à peu transformé ; peu à peu nous le vîmes dompté. » Girotti lui-même témoigne : « Le dernier jour du tournage, je tombai à terre, évanoui, à bout de tension nerveuse et de fatigue. »
Girotti a plusieurs fois témoigné, parfois de façon anonyme, de la dureté de son mentor, particulièrement au théâtre où il interprète sous la direction de Luchino Visconti le rôle d'Ajax dans une mise en scène monumentale de Troïlus et Cressida de William Shakespeare en 1949 (avec Paolo Stoppa, Rina Morelli, Vittorio Gassman et Marcello Mastroianni entre autres), Mademoiselle Julie de Strindberg, en 1957 aux côtés de Lilla Brignone, et Trofimov dans La Cerisaie de Tchekhov en 1965.
Au cours de ses soixante-quatre ans de carrière (l'une des plus longues du cinéma italien), il joue dans 117 films avec les plus grands metteurs en scène italiens : Pier Paolo Pasolini, Alessandro Blasetti, Roberto Rossellini, Vittorio De Sica, Pietro Germi, Giuseppe De Santis, Luigi Zampa, Michelangelo Antonioni, Luigi Comencini, Carlo Lizzani, Alberto Lattuada, Carmine Gallone, Riccardo Freda, Mario Bava, Bernardo Bertolucci, Giuliano Montaldo, Ettore Scola, Liliana Cavani, ou encore Roberto Benigni. L'acteur passe ainsi des vétérans du muet à la jeune garde du cinéma italien d'après-guerre, du cinéma d'auteur au cinéma populaire ; il tourne ainsi une dizaine de péplums, interprétant le sculpteur Praxitèle, le musicien Orphée, le poète Ovide ou le général Holopherne.
Il tourne également sous la direction de nombreux cinéastes français : (Yves Allégret, Jean Grémillon, Claude Autant-Lara, Jean Delannoy, Josée Dayan, Robert Enrico), mais aussi Mikhaïl Kalatozov, André de Toth, Joseph Losey ou Walerian Borowczyk.
Grand séducteur à l'écran, il a été le partenaire d'Alida Valli, Isa Miranda, Anna Magnani, Lucia Bosè, Silvana Mangano, Patricia Neal, Belinda Lee, Florinda Bolkan, Micheline Presle, Françoise Arnoul.
Ses films les plus célèbres sont, outre Les Amants diaboliques, Chronique d'un amour (1950), Onze heures sonnaient, L'Amour d'une femme, Théorème (1969), Le Dernier Tango à Paris (où il est le rival chanceux de Marlon Brando), Monsieur Klein (1976) ou encore Passion d'amour (1983). Il incarne en outre Spartacus dans la version de 1953 réalisée par Riccardo Freda, Créon/Crésus dans Médée de Pier Paolo Pasolini aux côtés de Maria Callas en 1969, et un Casanova vieillissant dans Cagliostro en 1974.
Dix jours après le tournage de La Fenêtre d'en face de Ferzan Özpetek, il meurt d'une crise cardiaque le 5 janvier 2003, à l'âge de 84 ans. Il repose dans le cimetière de Campo Verano à Rome. Il laisse deux enfants, Alessio et Arabella.

## Distinctions
En 1950, Girotti obtient le prix Ruban d'argent pour sa prestation dans le film Au nom de la loi, où il campe le rôle d'un juge incorruptible aux prises avec la mafia sicilienne.
En 2003, il reçoit à titre posthume le David di Donatello du meilleur acteur pour son rôle d'un vieux monsieur ayant perdu la mémoire dans le long métrage de Ferzan Özpetek, La Fenêtre d'en face.

## Filmographie partielle

### Cinéma
- 1939 : Dora Nelson de Mario Soldati
- 1940 : Une romantique aventure de Mario Camerini
- 1941 : La Tosca de Carl Koch
- 1941 : La Couronne de fer d'Alessandro Blasetti
- 1941 : Les Pirates de Malaisie (I pirati della Malesia) d'Enrico Guazzoni
- 1942 : Un pilote revient de Roberto Rossellini
- 1943 : Les Amants diaboliques de Luchino Visconti
- 1943 : Harlem de Carmine Gallone
- 1943 : Apparizione de Jean de Limur
- 1945 : La Porte du ciel de Vittorio De Sica
- 1945 : La carne e l'anima de Vladimir Strijevski
- 1946 : La Fille maudite (Preludio d'amore) de Giovanni Paolucci
- 1946 : Un jour dans la vie d'Alessandro Blasetti
- 1946 : La Proie du désir de Marcello Pagliero et Roberto Rossellini
- 1947 : Jeunesse perdue de Pietro Germi
- 1947 : Chasse tragique de Giuseppe De Santis
- 1947 : Noël au camp 119 (Natale al campo 119) de Pietro Francisci
- 1948 : Les Années difficiles (Anni difficili) de Luigi Zampa
- 1948 : Molti sogni per le strade de Mario Camerini
- 1949 : Au nom de la loi de Pietro Germi
- 1949 : Fabiola d'Alessandro Blasetti
- 1949 : Cet amour éternel (Altura) de Mario Sequi
- 1949 : Duel sans honneur de Camillo Mastrocinque
- 1950 : Benvenuto, reverendo ! d'Aldo Fabrizi
- 1950 : Chronique d'un amour de Michelangelo Antonioni
- 1951 : Les Volets clos de Luigi Comencini
- 1952 : Onze heures sonnaient de Giuseppe De Santis
- 1952 : Sur le pont des Soupirs (Sul ponte dei sospiri) d'Antonio Leonviola
- 1952 : Cour martiale (Il segreto delle tre punte) de Carlo Ludovico Bragaglia
- 1952 : Nez de cuir d'Yves Allégret
- 1952 : La Nuit de la trahison (Il tenente Giorgio) de Raffaello Matarazzo
- 1953 : Spartacus (Spartaco) de Riccardo Freda
- 1953 : Dans les faubourgs de la ville de Carlo Lizzani et Massimo Mida
- 1953 : La Fille sans homme (Un marito per Anna Zaccheo) de Giuseppe De Santis
- 1953 : L'Amour d'une femme de Jean Grémillon
- 1954 : La tua donna de Giovanni Paolucci : Sandro Ademari
- 1954 : Senso de Luchino Visconti
- 1955 : Marguerite de la nuit de Claude Autant-Lara
- 1957 : La trovatella di Pompei de Giacomo Gentilomo
- 1957 : La bestia humana de Daniel Tinayre
- 1957 : Aphrodite, déesse de l'amour (La Venere di Cheronea) de Fernando Cerchio et Victor Tourjanski
- 1958 : La strada lunga un anno de Giuseppe De Santis
- 1959 : Le Roi cruel (Erode il grande) de Victor Tourjanski
- 1959 : Asphalte de Hervé Bromberger
- 1959 : Les Loups dans l'abîme (Lupi nell'abisso) de Silvio Amadio
- 1959 : Judith et Holopherne de Fernando Cerchio
- 1960 : Les Cosaques de Victor Tourjanski et Giorgio Venturini : Alexandre II
- 1960 : La Novice d'Alberto Lattuada
- 1960 : Le Géant de Thessalie / Les Argonautes de Riccardo Freda
- 1961 : Romulus et Rémus de Sergio Corbucci
- 1963 : Le Jour le plus court de Sergio Corbucci
- 1963 : Vénus impériale de Jean Delannoy
- 1963 : L'Or des Césars d'André de Toth et Sabatino Ciuffini
- 1965 : La Fabuleuse Aventure de Marco Polo de Denys de La Patellière et Noël Howard
- 1965 : Idoli controluce d'Enzo Battaglia : Ugo Sanfelice
- 1967 : Et si on faisait l'amour ? (Scusi, facciamo l'amore ?) de Vittorio Caprioli : Tassi
- 1967 : Les Sorcières (Le streghe), sketche La Sorcière brûlée vive (La strega bruciata viva) de Luchino Visconti : le sportif
- 1969 : Théorème de Pier Paolo Pasolini
- 1969 : Les Deux Sœurs (Le sorelle) de Roberto Malenotti
- 1969 : La Tente rouge de Mikhaïl Kalatozov
- 1969 : Médée de Pier Paolo Pasolini
- 1972 : Baron vampire (Gli orrori del castello di Norimberga) de Mario Bava
- 1972 : Le Dernier Tango à Paris de Bernardo Bertolucci
- 1972 : Les Voraces de Sergio Gobbi
- 1973 : La Dernière Chance (L'ultima chance) de Maurizio Lucidi
- 1974 : Il bacio de Mario Lanfranchi
- 1975 : Cagliostro de Daniele Pettinari : Casanova
- 1975 : À en crever (Morte sospetta di una minorenne) de Sergio Martino
- 1975 : Marc la gâchette (Mark il poliziotto spara per primo) de Stelvio Massi
- 1976 : L'Innocent de Luchino Visconti
- 1976 : Monsieur Klein de Joseph Losey
- 1976 : L'Agnese va a morire de Giuliano Montaldo
- 1981 : Passion d'amour d'Ettore Scola
- 1983 : L'Art d'aimer de Walerian Borowczyk
- 1988 : La Bohème de Luigi Comencini
- 1989 : Rébus (Rebus) de Massimo Guglielmi (it)
- 1989 : La Révolution française de Robert Enrico et Richard T. Heffron
- 1992 : Dall'altra parte del mondo d'Arnaldo Catinari
- 1994 : Le Monstre de Roberto Benigni
- 1997 : Un bel di' vedremo de Tonino Valerii
- 2003 : La Fenêtre d'en face de Ferzan Özpetek

### Télévision
- 1956 : Cime tempestose d'après Charlotte Brontë
- 1967 : Abraham Lincoln
- 1969 : Jekyll
- 1976 : Les Origines de la Mafia : narrateur
- 1978 : Ricatto internazionale d'après Eric Ambler
- 1980 : Un reietto delle isole d'après Joseph Conrad
- 1981 : Une fugue à Venise de Josée Dayan
- 1985 : Quo vadis ? de Franco Rossi
- 1985 : Christophe Colomb d'Alberto Lattuada
- 1985 : Berlin Affair de Liliana Cavani
- 1988 : Il cuore di mamma
- 1990 : Mademoiselle Ardel
- 2000 : Der Kardinal : Der Preis der Liebe

## Commentaires
Malgré leur homonymie, il n'a pas de lien de parenté avec Mario Girotti alias Terence Hill.